# Centrale d'Huntly
La centrale d'Huntly est une centrale thermique alimentée au gaz naturel et au charbon située dans la région de Waikato en Nouvelle-Zélande. Il s'agit de la plus importante centrale thermique du pays.
Elle est exploitée par Genesis Energy, entreprise détenue par l'État néo-zélandais et fournit environ 17 % de la production d'électricité du pays.